# Surfin' U.S.A. (canção)
"Surfin' U.S.A." é uma canção da banda de rock americana The Beach Boys. Foi creditada a Chuck Berry e Brian Wilson.  É uma versão reescrita de "Sweet Little Sixteen" de Berry, com uma nova composição escrita por Wilson e Mike Love, o último não foi creditado. A canção foi lançada como single em 4 de março de 1963, atrelada e impulsionada por "Shut Down". Depois foi então incluída como faixa de abertura no seu álbum de mesmo nome.
O single atingiu o segundo lugar na tabela do Music Vendor (um ano depois renomeado Record World) e o terceiro na Billboard e o mesmo na revista Cash Box.  A Billboard classificou "Surfin U.S.A." como canção número um do ano de 1963, Embora esta canção tenha sido a original número um desse ano, mais tarde a lista da Billboard Sugar Shack de Jimmy Gilmer and the Fireballs também classificou a canção como a canção número um de 1963. Tornou-se desde então um símbolo emblemático para o California Sound.

## Recepção
O single "Surfin' U.S.A.", impulsionado por outro single chamado "Shut Down", foi lançado pela Capitol Records nos Estados Unidos em março de 1963. A música atingiu o auge na pop chart da "Billboard" no 3° lugar, o primeiro top ten da banda (veja também "Surfin' Safari"). O lado B da tabela está no número 23.  Embora o single de sucesso duplo tenha sido registrado na "Billboard" como o número um da tabela de pontos no final do ano (tabulado até meados de novembro de 1963) e tenha sido citado pela "Billboard" como o "disco mais vendido do ano", em um ano de baixa venda de singles nos EUA, aparentemente não vendeu um milhão de cópias - e nunca recebeu um prêmio RIAA Gold Disc award. A música foi reeditada nos Estados Unidos como single em julho de 1974 com o apoio de "The Warmth of the Sun". Esse single também chegou ao "Billboard" Hot 100, com um pico de 36.
No Reino Unido, o single foi lançado em junho de 1963. O terceiro single da banda a ser lançado no Reino Unido, ele se tornou o primeiro single a ser lançado. O single chegaria ao pico de 34 (28 no [[New Musical Express]).
Na Austrália, o single foi lançado em 1963 e atingiu o auge aos 9 anos, tornando-se o primeiro single da banda a ser lançado na Austrália. O single foi relançado na Austrália em 1974 e novamente na tabela, atingindo a posição 66. No Canadá e na Suécia, o single foi lançado em 1963 e atingiu a posição  6 nas paradas em ambos os países. Em julho de 1963, nos gráficos nacionais usados pela "Billboard", atingiu o recorde de #9 em Hong Kong, #8 na Áustria no mês seguinte; em agosto de 1964, #9 por duas semanas no Japão.

## Composição
A canção apresenta a letra de Brian Wilson relacionada com o surfe, com a música de Chuck Berry "Sweet Little Sixteen".  De acordo com Wilson:
"Eu ia com uma garota chamada Judy Bowles, e o irmão dela, Jimmy, que era surfista.  Ele conhecia todos os spots de surf.  Comecei a cantarolar a melodia para Sweet Little Sixteen e fiquei fascinado com o facto de o fazer, e pensei para comigo, 'Deus!  E que tal tentar colocar a letra do surf na melodia do '"Sweet Little Sixteen?  O conceito era sobre, 'Eles estão a fazer isto nesta cidade, e estão a fazer aquilo naquela cidade'. Então eu disse ao Jimmy, 'Ei Jimmy, eu quero fazer uma canção a mencionar todos os spots de surf'.  Então ele deu-me uma lista".

### Autor a ser creditado
Quando o single foi lançado, em 1963, o disco apenas listou Brian Wilson como o compositor, embora a música tenha sido publicada por Leonard Chess, o editor de Chuck Berry. Lançamentos posteriores, começando com Best of The Beach Boys em 1966, listou Chuck Berry como o compositor.  Lançamentos posteriores listam ambos os escritores, embora os direitos de autor sejam sempre detidos, desde 1963, pela Arc Music. Sob pressão do editor de Berry, o pai e gerente de Wilson, Murry Wilson, tinha dado os direitos autorais, incluindo a letra de Brian Wilson, à Arc Music antes do lançamento do single.
Apesar das tensões com Berry sobre a controvérsia na autoria,  Carl Wilson disse que os Beach Boys "encontraram Chuck Berry em Copenhague e ele disse-nos que adora Surfin' U.S.A" O grupo inclui frequentemente outras composições de Berry no seu repertório; por exemplo, durante o concerto do seu 50º aniversário, "Surfin' U.S.A." é precedido por "Rock and Roll Music" de Berry.
Em 2015, Mike Love afirmou que "Surfin' U.S.A." foi uma das muitas canções dos Beach Boys que ele ajudou a escrever, mas pela qual não recebeu crédito. Numa entrevista de rádio em 1974, Brian disse: "Quando começamos, Mike era fã de Chuck Berry, então... ele e eu transformamos a letra da música numa canção de surf".

### Surfing spots
Na canção são mencionados os seguintes spots de surf, principalmente na Califórnia, assim como um no Havaí (possivelmente dois) e um na Austrália:
- "Del Mar" - Del Mar, San Diego County, Califórnia.

- "Ventura County Line" - County Line Beach, Malibu em Ventura County, Califórnia.

- "Santa Cruz" - Santa Cruz, Santa Cruz County, Califórnia.

- "Trestles" - San Onofre State Park, San Diego County, Califórnia.

- "Australia's Narrabeen" - Narrabeen, New South Wales

- "Manhattan" - Manhattan Beach, Los Angeles County, California

- "Doheny" - Doheny Beach, Dana Point, Orange County, Califórnia.

- Haggerty's" - Palos Verdes Estates, Los Angeles County, Califórnia.

- "Swami's" - Swami's Beach, Encinitas, San Diego County, California.

- "Paliçadas do Pacífico" - Pacific Palisades, Los Angeles County, California.

- "San Onofre" - San Onofre State Park, San Diego County, Califórnia.

- "Sunset" - Sunset Beach, Oahu, Havaí - ou - Sunset Beach, Orange County, California.

- "Redondo Beach, L.A."  - Redondo Beach, Los Angeles County, Califórnia.

- "La Jolla" - La Jolla, San Diego County, California.

- "Waimea Bay" - Waimea Bay, Havaí

## Na cultura popular
No filme Teen Wolf de 1985, Scott Howard (Michael J. Fox) e seu amigo Stiles gostam de ficar no telhado da van de entrega do pai de Scott (e mais tarde do furgão de Stiles), imitando o surf enquanto tocam a música.
A música também é tocada quando Jackie Chan e Chris Tucker estão no carro em Rush Hour.
A canção foi uma das muitas relacionadas à Califórnia tocada em "Sunshine Plaza" no original Disney California Adventure.
A letra está incluída como capítulo no compêndio de Caroline Kennedy, A Patriot's Handbook.